# Taranabant
Taranabant (tên mã MK-0364) là một chất chủ vận đảo ngược thụ thể cannabinoid loại 1 được nghiên cứu như là một phương pháp điều trị tiềm năng cho bệnh béo phì do tác dụng gây tê của nó. Nó được phát hiện bởi Merck&Co.
Vào tháng 10 năm 2008, Merck đã ngừng các thử nghiệm lâm sàng giai đoạn III với các loại thuốc này do mức độ cao của các tác dụng phụ trung tâm, chủ yếu là trầm cảm và lo lắng.